# Liste der Naturdenkmale in Altenkirchen (Westerwald)
Die Liste der Naturdenkmale in Altenkirchen (Westerwald) nennt die im Gemeindegebiet von Altenkirchen (Westerwald) ausgewiesenen Naturdenkmale (Stand 15. Februar 2024).

## Naturdenkmale
| Nr.         | Bezeichnung          | Lage                                               | Beschreibung                                                                                  | Bild                                    |
| ----------- | -------------------- | -------------------------------------------------- | --------------------------------------------------------------------------------------------- | --------------------------------------- |
| ND-7132-441 | Buche im Dieperzberg | nördlich der Stadt; Distrikt Aufm Dieperzberg Lage | Fagus sylvatica, um 1820 gekeimt, Umfang ca. 3,9 m, Höhe ca. 35 m, Kronendurchmesser ca. 26 m | Direkt Bild zu diesem Denkmal hochladen |